# Lungofiume

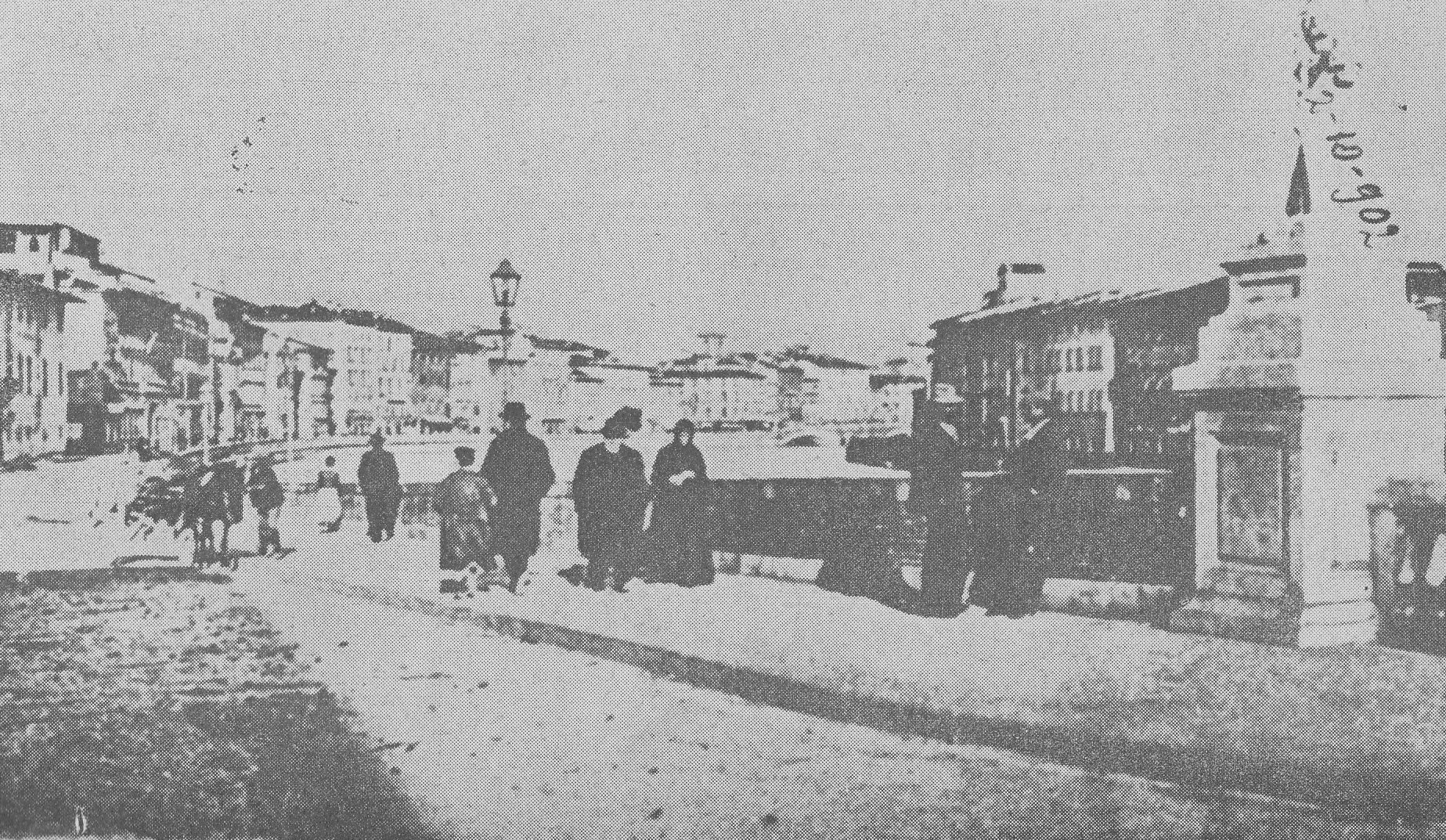
Pisa, Lungarno Pacinotti (1902)

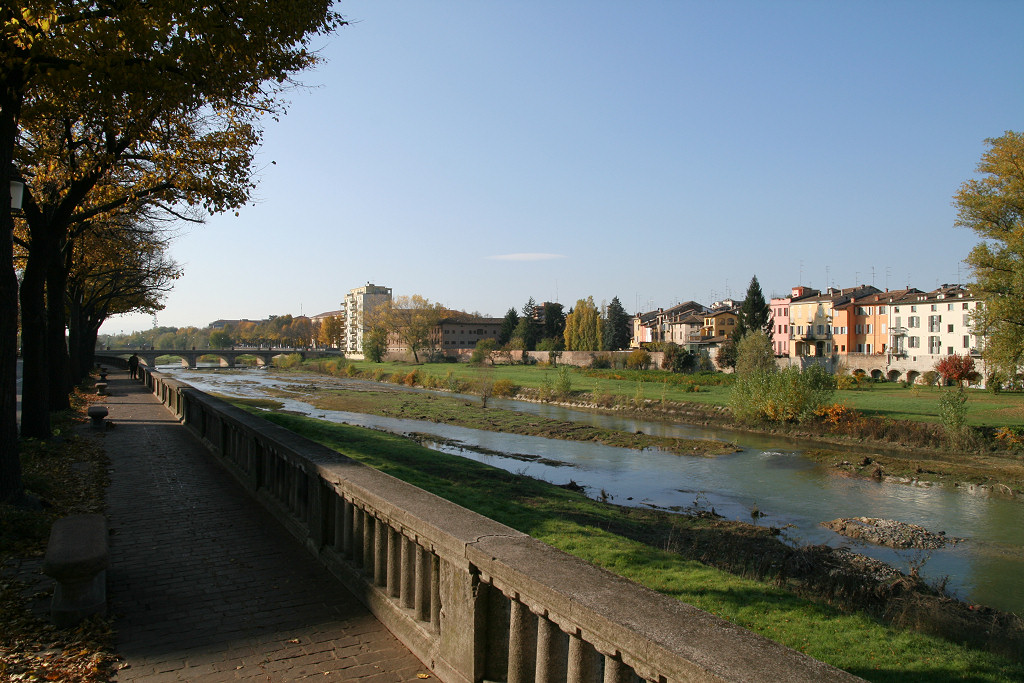
Parma, Lungoparma

Il lungofiume è una via di un centro abitato che costeggia la riva di un fiume. 

## Caratteristiche
La caratteristica principale di un lungofiume è l'asimmetria della sezione. La costruzione di tali strade, cioè, è limitata solo lungo il lato opposto al fiume (verso terra), mentre il lato prospiciente il fiume resta aperto. Pertanto di solito mentre verso terra sono presenti carreggiate e marciapiedi simili a quelli di qualsiasi altra strada urbana, verso il fiume il marciapiede, spesso alberato o adornato di giardini, di solito si amplia per formare passeggiate e luoghi di ritrovo.

## Nomenclatura
Il lungofiume può assumere un nome locale, unendo al prefisso lungo- il nome proprio del fiume costeggiato. Le seguenti denominazioni sono validate in Italia da un apposito dizionario delle denominazioni urbanistiche generiche per l'Archivio nazionale degli stradari e dei numeri civici (ANSC).
- Lungadda
- Lungadige
- Lungagno
- Lungarno
- Lungaterno
- Lungobisagno
- Lungocastellano
- Lungocelano
- Lungocrati
- Lungodora
- Lungofermulla
- Lungofoglia
- Lungofrigido
- Lungogesso
- Lungoglio
- Lungolona
- Lungomallero

- Lungomalone
- Lungomazaro
- Lungomella
- Lungomera
- Lungomincio
- Lungonera
- Lungopesa
- Lungopò
- Lungorìo
- Lungosabato
- Lungosile
- Lungostura
- Lungotanaro
- Lungotartaro
- Lungotevere
- Lungotronto

Si parla anche di Lungosenna e Lungoneva.